# خندق‌های تهران
خندق‌های تهران نام مجموعه خندقی‌هایی است که از زمان شاه تهماسب یکم صفوی برای حفاظت از شهر تهران به دور این شهر کشیده شدند.

## لغت‌شناسی
خندق به جویی گفته می‌شود که برای جلوگیری از سیل یا دشمن به دور لشکرگاه یا شهر کشیده می‌شود.

## دوران صفوی
در سال ۹۱۶ هجری قمری هنگامی که شاه تهماسب از تهران می‌گذشت و باغ‌های داخل شهر را پسندید و تصمیم گرفت خندقی به دور ارگ تهران حفر کند تا جلوی ورود دشمنان به این شهر را بگیرد. او همچنین دستور داد حصار و ۱۱۴ برج و بارو به نیت تعداد سوره‌های قرآن دور خندق بنا کنند. کار ساخت و ساز این خندق و برج و باروها تا دوران شاه عباس صفوی به طول انجامید. در آن زمان محدودهٔ تهران در مساحتی ۴۴۰ هکتاری قرار می‌گیرد که هنوز هم این بافت تاریخی تهران را محدودهٔ حصار شاه تهماسبی می‌نامند. شاه عباس علاوه‌بر تکمیل خندق و برج و باروها بیرون خندق کاروانسرایی بنا می‌کند که به کاروانسرای خانات معروف می‌شود. خندق شاه تهماسب از شمال به میدان توپخانه و خیابان سپه (امام خمینی کنونی)، از جنوب به خیابان مولوی، از شرق به خیابان‌های ری و مصطفی خمینی و از غرب به خیابان شاپور (وحدت اسلامی کنونی) می‌رسید

## دوران قاجار
ناصرالدین‌شاه قاجار تصمیم به گسترش تهران گرفت. او در سال ۱۲۸۲ یا ۱۲۸۴ هجری قمری به دو نفر مأموریت داد تا نقشهٔ تهران جدید را برایش ترسیم کنند. در این پروژه خندق‌ها و حصار قدیمی از بین رفتند. آن خندق‌ها را پر کردند، حصار طهماسبی را هم خراب کردند، جای آنان گذرگاه‌هایی بنا کردند که به نسبت کوچه باغ‌های قدیمی وسیع‌تر و نسبتاً مستقیم بودند. نام این گذرگاه‌ها را خیابان گذاشتند و از آنجا بود که نام خیابان وارد تاریخ تهران شد. خیابان ناصرخسرو کنونی یکی از این خیابان‌ها بود که از خندق شرقی پدید آمد و در آن زمان خیابان ناصریه خوانده شد. ناصرالدین‌شاه دستور داد خندقی جدید، عمیق‌تر و عریض‌تر از خندق شاه تهماسب به دور تهران ایجاد کنند. عرض خندق‌های حفر شده ۲۰ متر و عمق آنان ۶ متر بود. خندق‌ها به شرح زیر بودند:
- خندق شمالی: در محل فعلی خیابان انقلاب اسلامی (شاهرضا سابق) شامل دروزاهٔ شمیران، دروازهٔ دولت و دروازهٔ یوسف‌آباد
- خندق جنوبی: در محل فعلی خیابان شوش از سه‌راه تیر دوقلو تا میدان رازی (گمرک سابق) شامل دروازهٔ شاه عبدالعظیم، دروازهٔ خانی آباد و دروازهٔ غار
- خندق شرقی: در محل فعلی خیابان هفده شهریور (شهباز سابق) از میدان امام حسین (فوزیه سابق) تا تیر دوقلو شامل دروازهٔ فرح آباد، دروازهٔ دولاب و دروازهٔ خراسان
- خندق غربی: در محل فعلی خیابان کارگر جنوبی (سی متری سابق) از میدان انقلاب اسلامی (۲۴ اسفند سابق) تا میدان رازی شامل دروازهٔ باغشاه، دروازهٔ قزوین دروازهٔ گمرک[۷]

## معضلات
با اینکه هیچ وقت در این خندق‌ها آب نیفتاد و به علت شیب داشتن نمی‌توانستند آبگیر شوند و برای دفاع به کار روند؛ در ابتدا با وضع بسامانی حفر شده بودند و از آنان مواظبت می‌شد؛ اما رفته رفته از حالت اولیهٔ آنان اثری باقی نماند و دیوارهای آنان به علت برف، باران، سیلاب، خاک‌برداری و بازی کودکان از بین رفته بودند، کفشان بالا آمده و شکاف‌هایی که معبر مردم شده بودند در آنها پدید آمدند. کاروانیان، چاپارداران و… برای فرار از مزاحمت دروازه‌بانان و نواقلیان (مأموران اخذ عوارض) اموال و بارهای خود را شبانه از طریق همین شکاف‌ها وارد شهر می‌کردند.

### خندق‌نشینان
خندق‌ها محل اجتماع و سکونت الواط، اراذل، فقرا، غریب‌ها، کولی‌ها، شترداران، دزدان، روسپی‌ها، درویش‌ها، قلندرها و امثال آن که بدون مزاحمت می‌توانستند در خندق رفت‌وآمد و زندگی کنند تبدیل شده بودند.

#### درویش‌ها
درویش‌ها خندق‌های نزدیک به دروازه‌ها را برای زندگی انتخاب می‌کردند. هر دروازه برای مدتی محل استقرار و خانقاه درویشی می‌شد و بعد از این که آن درویش از آنجا رفت درویش یا قلندر دیگری آنجا را از آن خود می‌کرد. درویش‌ها با چادر، حصیر، گونی و پارچه اتاقکی برای حفاظت در برابر سرما و گرما برای خود می‌ساختند و با عده‌ای مرید مشغول مصرف حشیش می‌شدند. مهم‌ترین اینان خانقاه درویش کوتوال در حوالی خندق دروازه دولاب بود که قلیان‌های حشیش و دوغ‌های وحدتش معروف بودند. میراث این خانقاه بعدها در کوچهٔ خرابات که نامش را از آن گرفته بود و قهوه‌خانه‌ای که بعد از آن نزدیک خندق پدید آمد و مدت‌ها مشتریانش را با چپق‌های بنگ (چپقی که از بنگ پر شده باشد) پذیرایی می‌کرد برقرار بود. به جز اینان که عملاً تنها ساقی مریدانشان بودند بعضی دیگر ادعای مکاشفات، کرامات، گره‌گشایی و شفای بیماران می‌کردند.

#### کفن‌دزدها
دسته‌ای از دزدان ساکن خندق کفن‌دزد بودند که روزها در قبرستان‌ها گردش و قبرهای تازه را نشان می‌کردند. سپس شب‌ها کفن‌های آنان را می‌دزدیدند. بعد از آنکه مورد لعن و نفرین مردم و روحانیان واقع شدند به جای کفن‌دزدی کفن‌پوشی را پیشه کردند. به این صورت که شب‌ها چیزی مانند کفن می‌پوشیدند و در گورها و گودال‌های معابر می‌خوابیدند و مخفی می‌شدند، سپس وقتی که عابری از کنارشان می‌گذشت بلند می‌شدند و بی‌حرکت در مقابلش می‌ایستادند. بعد از این‌که عابر می‌ترسید جیبش را خالی و لباس‌هایش را می‌دزدیدند. از آنجا که افراد زیادی چنین پنداشتند که آنان مرده‌های متحرکی هستند که به دلیل عذاب الهی به این شکل درآمده‌اند؛ این رفتار چنان ترسی در دل مردم تهران پدید آورد که بعد از غروب کمتر کسی از خانه بیرون می‌آمد. تا حدی که خیلی از مأموران حفاظتی نیز از وظیفهٔ مقابله با آنان شانه خالی می‌کردند. وضعیت به این صورت بود تا آنکه گروهی از دزدان شبروی قدرتمندتر آنان را برانداختند. گمان می‌رود ضرب‌المثل «باز کفن‌دزد اولی» به همین ماجرا برگردد چراکه کفن‌دزد اول فقط کفن مُرده را می‌برد، دوم علاوه‌بر کفن به مُرده تجاوز هم می‌کرد و سوم به بعضی تجاوز و لباس‌های بعضی را می‌برد و دزدی هم می‌کرد.

#### روسپی‌ها
نام روسپی‌هایی مانند «زینت قداره‌کش»، «مونس گیس بلند» و «زینب کور» که در خندق اتراق کرده بودند در منابع آمده است. در مورد نفر آخر گفته‌اند که دامن بلند قرمز رنگی به تن داشته، چشمانش تنگ و بی‌مژه بودند و به ده شاهی خودفروشی می‌کرده است. او روزهای کسادی بالای خاکریز خندق دروازه غار رو به آفتاب می‌ایستاد، دامن خود را بالا می‌زد و می‌گفت: «ایهاالناس ببینید و بخرید من بازاری نیستم که توی تاریکی قالب بکنم» و مردم را دور خود جمع می‌کرد.

#### غار بخواب‌ها
از جملهٔ‌اینان قنبر سیاه بود که مردی زشت، سیاه‌چرده با موهایی ژولیده و درهم گرویده مانند سیاهان آفریقایی بود. او تابستان‌ها مصالح‌دزدی و زمستان‌ها از روستاهای اطراف گندم دزدی و جو دزدی می‌کرد. جعفر شهری روایت جالبی در مورد او نقل می‌کند که از زنی حامله و بی‌پناه نگهداری کرد و تا آخر عمر از او و پسرش مراقبت نمود. بعد از مرگ جنازه قنبر سیاه با فرد متمول اما حریصی عوض می‌شود و قبری مجاور حرم عبد العظیم نصیب او می‌گردد.

## بازار کنار خندق
بازار کنار خندق که دیگر اثری از آن باقی نمانده است؛ بازاری بود از سه‌راه مسجد شاه تا میدان شمس‌العماره (که سابقاً تا میدان توپخانه هم امتداد داشته است).

## دوران پهلوی
در اوایل حکومت پهلوی نظم بر تهران حاکم شد و گروه‌های نامبرده از خندق رانده شدند. خندق‌ها روزها محل بازی و دوچرخه‌سواری کودکان و شب‌ها محل خوشگذرانی جوانان و تمرین ساز و آواز موسیقی‌دانان و آوازخوان‌های مبتدی بودند. تا آنکه در سال ۱۳۰۹ هجری قمری رضاشاه برای آنکه معتقد بود قدرت نظامی کشور به قدری رسیده است که دیگر کسی نمی‌تواند به شهر حمله کند؛ به منظور گسترش خیابان‌ها و مدرن‌سازی شهر تهران خندق‌ها را پر کردند و بر روی آن چهار کمربندی که اسامی آنان ذکر شدند ساختند. برای پر کردن خندق یکی از طرح‌ها این بود که هرکس قسمتی از خندق‌ها را پر کند زمینی که به دست می‌آید برای خودش باشد. با این طرح خندق‌های جنوبی، غربی و شرقی پر شدند اما خندق شمالی که می‌گفتند خاکش شنی و برای کشاورزی مناسب نیست توسط کسی پر نشد. زمین‌های خندق شمالی بعدها برای مدتی مرغوب‌ترین و گران‌ترین زمین‌های تهران شناخته شدند.